# Prawo karne intertemporalne
Prawo karne intertemporalne – zbiór ustawowych reguł operacyjnych, wskazujących jaki przepis powinien być zastosowany jako podstawa karna orzekania o odpowiedzialności karnej w sytuacji, kiedy nastąpiła zmiana przepisów prawa karnego znajdujących zastosowanie w konkretnym wypadku już po popełnieniu czynu zabronionego.

## Zmiana ustawy przed prawomocnym wyrokiem sądowym
Zasadą jest stosowanie ustawy obowiązującej w czasie orzekania. Ustawa obowiązująca w czasie popełnienia czynu jest stosowana tylko wtedy, kiedy jest względniejsza dla sprawcy. Dla stwierdzenia, czy tak jest konieczna jest analiza in concreto, chodzi zatem o to, czy nowa ustawa jest względniejsza dla konkretnego sprawcy, w konkretnej sytuacji. Sąd, dokonując takiej analizy, bierze pod uwagę wszystkie kryteria ustawowe mogące mieć wpływ na odpowiedzialność karną:
- surowość kar przewidzianych w obu ustawach,
- przepisy o nadzwyczajnym złagodzeniu lub obostrzeniu kary,
- przepisy o przedawnieniu,
- przepisy o środkach probacyjnych.

Niekoniecznie więc ustawą najwzględniejszą jest ta, która przewiduje najniższą karę sensu stricto za dany czyn.
Nie jest dopuszczalna kombinacja przepisów konkurujących ze sobą ustaw. „Ustawa pośrednia” może być podstawą orzekania, jeżeli okaże się najwzględniejsza dla sprawcy spośród wszystkich porównywalnych ustaw.
Z punktu widzenia ustawy karnej w aspekcie kryminalizacji danego zachowania wyróżnia się pięć możliwych sytuacji: penalizację, depenalizację zupełną, depenalizację częściową, stabilizację penalizacji i modyfikację penalizacji.

### Penalizacja
Według „starej ustawy” zachowanie nie było w ogóle uznawane za czyn zabroniony, z kolei według „nowej ustawy” zostaje uznane za czyn zabroniony pod groźbą kary jako przestępstwo lub wykroczenie. W takiej sytuacji ustawa surowsza nie działa wstecz.

### Depenalizacja zupełna
Według „starej ustawy” zachowanie jest czynem zabronionym jako przestępstwo, zaś według „nowej ustawy” zachowanie jest całkowicie legalne. W takiej sytuacji ustawa względniejsza działa wstecz.

### Depenalizacja częściowa
Według „starej ustawy” zachowanie jest czynem zabronionym jako przestępstwo, zaś według „nowej ustawy” zachowanie jest czynem zabronionym jako wykroczeniem. W takiej sytuacji ustawa względniejsza działa wstecz.

### Stabilizacja penalizacji
Według „starej ustawy” zachowanie jest czynem zabronionym jako przestępstwo, a według „nowej ustawy” także jest czynem zabronionym jako przestępstwo (nie zmienia się rodzaj i wysokość zagrożenia kary). W takiej sytuacji stosuje się ustawę nową.

### Modyfikacja penalizacji
Według „starej ustawy” zachowanie jest czynem zabronionym jako przestępstwo, zaś według „nowej ustawy” zachowanie także jest czynem zabronionym jako przestępstwo, jednak zmienia się rodzaj albo wysokość kary. Wtedy stosuje się ustawę nową, chyba że ustawa obowiązująca poprzednio jest względniejsza dla sprawcy.
Zasadę tę często w uproszczeniu określa się jako zasadę działania ustawy względniejszej („lex mitior retro agit”). Jest to jednak uproszczenie. Nie jest tak, że stosuje się ustawę względniejszą, lecz tak, że stosuje się ustawę nową, a starą jeżeli jest względniejsza. Zatem w wypadku, kiedy obie ustawy są jednakowo surowe, stosuje się ustawę nową. Z art. 4 kodeksu karnego wynika zatem zasada, którą można określić jako zasadę niedziałania wstecz ustawy surowszej („lex severior retro non agit”).

## Zmiana ustawy po prawomocnym wyroku sądowym
Według zasady stabilizacji wyroków sądowych, zmiana ustawodawstwa nie ma znaczenia dla prawomocnie skazanego za przestępstwo. Jednak odnośnie do kar niewykonanych w całości, istnieją następujące wyjątki:
- depenalizacja zupełna powoduje, ze skazanie ulega zatarciu z mocy prawa; w konsekwencji ustaje moc prawna wyroku skazującego. Powoduje to konieczność umorzenia wszczętych postępowań wykonawczych i niemożność wszczęcia jeszcze niewszczętych. Wykonywanie kar zostaje zaprzestane;
- depenalizacja częściowa – powoduje obniżenia kary zgodnie z regułami określonymi w art. 4 § 2 i 3 kodeksu karnego,
- modyfikacja kryminalizacji: gdy orzeczona kara jest wyższa od górnej granicy zagrożenia przewidzianego w nowej ustawie za taki czyn – obniża się orzeczoną karę do górnej granicy zagrożenia za ten czyn,
- modyfikacja penalizacji: jeżeli nowa ustawa nie przewiduje w ogóle kary pozbawienia wolności za dany czyn, za który sprawca został skazany na tę karę- orzeczoną karę pozbawienia wolności zamienia się na grzywnę lub karę ograniczenia wolności, przyjmując, że jeden miesiąc pozbawienia wolności równa się 60 stawkom dziennym grzywny albo 2 miesiącom ograniczenia wolności.